# Zimbabve
Republika Zimbabve je zemlja koja se nalazi u južnom dijelu Afričkog kontinenta, između Viktorijinih slapova, jezera Karibe, rijeke Zambezi na sjeveru i rijeke Limpopo na jugu. Zimbabve graniči s Južnoafričkom Republikom na jugu, Bocvanom na zapadu, Zambijom na sjeveru i Mozambikom na istoku. Glavni grad je Harare.

## Povijest
Stanovnici koji su govorili Bantu jezike i kulturno bili u Željeznom dobu počeli su se doseljavati na teritorij današnjeg Zimbabvea prije otprilike 2000 godina. Među njima su bili i preci današnjih Shona koji sačinjavaju oko 80% stanovništva. Ruševine Velikog Zimbabvea (Great Zimbabwe), svjedoče o postojanju srednjovjekovne Bantu civilizacije u ovoj regiji. Zahvaljujući uspostavljanju trgovačkih veza s muslimanskim trgovcima s Indijskog oceana, Kraljevstvo Zimbabve počelo se jače razvijati u 11. stoljeću. Država je izvozila zlato, slonovaču i bakar u zamjenu za tkanine i staklo. Razvoj je prestao u 15. stoljeću.
Od 1837. Shone su često bili izvrgnuti napadima naroda Ndebele, predvođenog kraljem Mzilikazijem, koji je bježao od Shake i njegovih Zulu ratnika u razdoblju Mfecanea (seoba i sukoba). U drugoj polovici 19. stoljeća britanski i burski trgovci, lovci i misionari počeli su prodirati u ove krajeve. Godine 1888. godine britanski imperijalist Cecil Rhodes uspio je dobiti prava za rudarenje od Lobengule, kralja Ndebelea. 1889. Rhodes je dobio povelju od kraljice Viktorije za Britansku južnoafričku kompaniju, koja je pokorila Ndebele i zauzela njihov teritorij (koji je 1895. po njemu i nazvan Rodezija). Godine 1950. kolonijalne vlasti donijele su zakon po kojem je afrička obitelj mogla posjedovati najviše osam akri zemlje i samo šest grla stoke. Cilj tog zakona bio je zaštititi izvršenu pljačku afričke zemlje. Europljanin je za isti rad u rudnicima dobivao 100 do 150 funti, a Afrikanac 20 do 25.
Narodi Ndebele i Shona pokušali su pobunu protiv prodiranja kolonijalista u njihove krajeve 1896. – 1897. godine. Pobuna, poznata kao Prva Chimurenga, nije uspjela. Poslije stjecanja neovisnosti u Zimbabveu su promijenjena mnoga imena mjesta i ulica. Prvi predsjednik bio je Canaan Banana.

## Politika
Zimbabve je republika, s predsjednikom koji ima izvršnu vlast i jednodomnim parlamentom. Robert Mugabe, izabran za premijera 1980. godine, 1987. je izmijenio ustav da bi sebe proglasio predsjednikom, a 1990. je ukinuo Senat. Mugabe je pružio utočište i etiopskom diktatoru Mengistu Haile Mariam. Glavni vođa protivnika Mugabeova režima, jest Morgan Tsvangirai, predsjednik Pokreta za demokratske promjene.
Nakon 30 godina na mjestu predsjednika i 37 godina na vlasti u Zimbabveu, vojnim udarom 15. studenog 2017. godine svrgnut je Robert Mugabe,  a naslijedio ga je Emmerson Mnangagwa.

## Obrazovanje
Zimbabve ima stopu pismenosti od 90% (u 2000. godini), najvišu u Africi. Ostale zemlje SADC imaju sljedeće postotke pismenosti: Južnoafrička Republika 86%, Zambija 79,9%, Svaziland 80,9%, Namibija 83,3%, Lesoto 81,4%, Bocvana 78,9%, Tanzanija 77,1%, Malavi 61,8%, Mozambik 46,5%.

## Provincije
Zimbabve je podijeljen na 8 provincija i dva grada sa statusom provincije: 
1. grad Bulawayo,
2. grad Harare,
3. Manicaland, (glavni grad: Mutare)
4. Mashonaland Central, (glavni grad: Bindura)
5. Mashonaland East, (glavni grad: Marondera)
6. Mashonaland West, (glavni grad: Chinhoyi)
7. Masvingo, (glavni grad: Masvingo do 1982 nazivan Fort Victoria)
8. Matabeleland North, (glavni grad: Lupane)
9. Matabeleland South (glavni grad: Gwanda)
10. Midlands (glavni grad: Gweru).

Zimbabve ima 59 distrikata.

## Zemljopis
Zimbabve je većinom planinska zemlja (80% ukupne površine je iznad 610 m). Čine ju središnje položeni visokoplaninski ravnjaci (900 do 1700 m) koji se postupno spuštaju prema rubnim dijelovima zemlje: na sjeveru i sjeverozapadu u dolinu rijeke Zambezi, a na jugoistoku u doline rijeka Limpopo i Save.
Nadmorske visine se u Zimbabveu kreću od ispod 250 m na ušću rijeke Runde u rijeku Save do 2592 metara na planini Injangandi u Istočnim Planinama. Preko 75% Zimbabvea nalazi se iznad 650 m nadmorske visine. 66% zemlje se nalazi iznad 1000 m. U Zimbabveu se nalaze Viktorijini slapovi.
Zahvaljujući politici zaštite prirode u Zimbabveu još uvijek postoji dosta područja s divljim afričkim životinjama. Zaštita divljih životinja u Zimbabveu provodi se kroz sustav nacionalnih parkova, safari područja Zimbabvea i rekreacijskih parkova. Poznat je park Matobo.

## Gospodarstvo
Vlada Zimbabvea suočava se s teškim gospodarskim problemima. Upletenost u rat u Demokratskoj Republici Kongo dovelo je do odljeva stotina milijuna dolara iz gospodarstva. Podrška MMF-a uskraćena je zbog neplaćanja dugova i nepridržavanja programa reformi i probijanja proračuna. Inflacija je porasla od 32% u 1998. na 59% u 1999. i na preko 600% u 2003. godini. Vrhunac inflacije dostignut je u lipnju 2008. kad je tiskana novčanica od 100 milijardi zimbabveanskih dolara. Prema udjelu u vanjskoj trgovini vodeći su partneri Južnoafrička Republika (40%), Europska unija (15%), Kina (10%) i DR Kongo (9%). Podkraj 2008. vrijednost deviznih zaliha bila je 100 mil. USD, a vanjski dug 5,2 mlrd. USD (od 2003. Zimbabve zbog prezaduženosti nije mogao dobiti inozemne zajmove).

## Kultura
U glavnom gradu Harareu nalaze se Nacionalna galerija i Muzej kraljice Viktorije.

## Stanovništvo
Prema popisu iz 2002. u Zimbabveu živi 13,061,239 ljudi. Etničke skupine su: crnci 98% (Shona 71%, Ndebele 16%, ostali 11%), bijelci 1%, mulati i azijati 1%. Vjerske skupine u Zimbabveu su: sinkretična (kršćanska i lokalna vjerovanja) 50%, kršćani 25%, lokalna vjerovanja 24%, muslimani i drugi 1%. Službeni je jezik engleski, no on je za većinu stanovnika države drugi jezik. Materinski su jezici stanovnicima Zimbabvea većinom jezici bantuskog odvjetka nigersko-kongoanske porodice, a među njima se brojem govornika ističe šona.

## Zimbabveško-hrvatski odnosi
U Zimbabveu postoji mala zajednica Hrvata.

## Vanjske poveznice
- RSF report on Zimbabwe from 2003  Arhivirana inačica izvorne stranice od 21. travnja 2005. (Wayback Machine)
- Amnesty International (Zimbabwe)  Arhivirana inačica izvorne stranice od 16. lipnja 2006. (Wayback Machine)
- Zimbabwe Human Rights NGO Forum
- ZIMBABWE Information and Links  Arhivirana inačica izvorne stranice od 10. svibnja 2005. (Wayback Machine)
- CIA World Factbook - Zimbabwe  Arhivirana inačica izvorne stranice od 18. svibnja 2005. (Wayback Machine)

### Ostali projekti
|  | Zajednički poslužitelj ima još gradiva o temi Zimbabve |
|  | Zajednički poslužitelj sadrži atlas Zimbabvea          |